# Castillo de Carlisle
El Castillo de Carlisle (en inglés: Carlisle Castle) es un castillo en Carlisle, condado de Cumbria (Inglaterra), cerca de las ruinas del Muro de Adriano. Tiene más de 900 años y ha sido escenario de muchos episodios de la historia británica. Dada su proximidad con la frontera entre Inglaterra y Escocia, ha sido el centro de muchas guerras e invasiones. Hoy el castillo está gestionado por el English Heritage y está abierto al público. El castillo hasta hace poco era la sede administrativa del propio comandante del Regimiento Real de Fronteras y del condado para el jefe del regimiento del duque de Lancaster. Un museo del regimiento se encuentra dentro de sus muros.